# Hugin (1884)
Hugin, officiellt HM Torpedbåt Huginvar en svensk torpedbåt av 2:a klass. Den var det enda fartyget i klassen som fick namn. De övriga erhöll endast nummer.